# Rumex tmoleus
Rumex tmoleus är en slideväxtart som beskrevs av Pierre Edmond Boissier. Rumex tmoleus ingår i släktet skräppor, och familjen slideväxter. Inga underarter finns listade i Catalogue of Life.